# Canomaculina subtinctoria
Canomaculina subtinctoria är en lavart som först beskrevs av Alexander Zahlbruckner, och fick sitt nu gällande namn av Elix. Canomaculina subtinctoria ingår i släktet Canomaculina och familjen Parmeliaceae.   Inga underarter finns listade i Catalogue of Life.

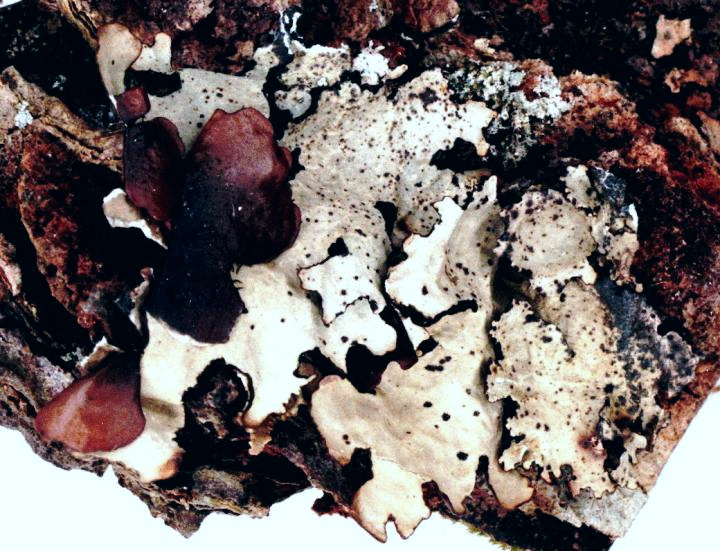